# Recchia gemignanii
Recchia gemignanii là một loài bọ cánh cứng trong họ Cerambycidae.